# Fuoco sotto il mare
Fuoco sotto il mare è il sedicesimo romanzo della saga di Jack Aubrey e Stephen Maturin, personaggi immaginari, anche se Aubrey è ispirato alle imprese di Lord Cochrane. Da questi romanzi è stato tratto il film Master and Commander - Sfida ai confini del mare, con Russel Crowe.
In effetti la sceneggiatura del film è un sunto di episodi tratti dai vari romanzi della serie.

## La trama
La Surprise, ex fregata della Royal Navy e attualmente corsara noleggiata dalla stessa marina, è alla caccia della nave corsara statunitense Franklin, incontrata nelle isole della Polinesia. Quando la raggiunge, però, deve fare i conti con una improvvisa eruzione vulcanica sottomarina che investe in pieno la Franklin e la obbliga alla resa; interrogato il suo armatore Dutourd, presente a bordo e di fatto a capo della spedizione, Jack scopre che questo non è in possesso di alcuna lettera di corsa ed è pertanto tecnicamente un pirata. Maturin si accorge, inoltre, che l'armatore della Franklin, Dutourd, è una sua vecchia conoscenza: si tratta di una spia che aveva guidato l'interrogatorio e la tortura ai suoi danni a Port Mahon (vedi il terzo romanzo della serie "Buon Vento dell'Ovest). Stephen Maturin era stato, infatti, catturato dai Francesi e poi liberato grazie ad un astuto stratagemma dell'amico Jack Aubrey. 
In aggiunta, la nave sostiene un combattimento con un'altra nave pirata francese, l'Alastor, un potente veliero a quattro alberi che aveva fatto moltissimi danni al traffico mercantile, riuscendo a conquistare la nave pirata dopo un intenso scontro corpo a corpo.
Stephen, nel frattempo prosegue con il proprio incarico segreto di appoggiare una insurrezione armata in Perù, e per far questo viene sbarcato quando la Surprise fa scalo per un raddobbo. Purtroppo, con la complicità di alcuni membri dell'equipaggio, Dutourd riesce a sbarcare e svela l'identità di Stephen al consolato francese. L'insurrezione fallisce e lo stesso Stephen si salva con una avventurosa fuga attraverso le Ande nella quale perde alcune dita di un piede per congelamento, ma viene ricuperato dalla nave in un porto cileno.
Infine, avvistato un convoglio di navi mercantili americane, la Surprise le attacca ma viene a trovarsi sotto il fuoco di una fregata pesante statunitense e di un'altra nave in appoggio, ed è costretta a fuggire avventurosamente tra gli iceberg, pur riportando dei danni apprezzabili; riuscita nella fuga, incontra un vascello inglese comandato da un vecchio amico di Jack, Heneage Dundas, inviato in suo soccorso dall'Ammiragliato.

## Edizioni
- Patrick O'Brian, Fuoco sotto il mare, traduzione di Paola Merla, collana La Gaja scienza, Longanesi, 2006, ISBN 88-304-1982-6.